# Sanogasta backhauseni patagonicus
Sanogasta backhauseni là một loài nhện trong họ Anyphaenidae.
Loài này thuộc chi Sanogasta. Sanogasta backhauseni patagonicus được Eugène Simon miêu tả năm 1905.